# Alessandro Gassmann
Pour les articles homonymes, voir Gassmann.
Alessandro Gassman, né le 24 février 1965 à Rome est un acteur, scénariste et réalisateur italien. Il est le fils de Juliette Mayniel et Vittorio Gassman.

## Biographie
Alessandro Gassman est né Gassman de l'acteur italien Vittorio Gassman et de l'actrice française Juliette Mayniel. Il grandit dans un environnement artistique. Il fait ses débuts à 17 ans dans le film autobiographique Di padre in figlio, écrit, réalisé et interprété avec son père. Il étudie ensuite le jeu d'acteur auprès de son père à la Bottega Teatrale de Florence. En 1984, il interprète au théâtre Affabulazione de Pier Paolo Pasolini.
À partir de 1996, après des années d'amitié sincère avec Gianmarco Tognazzi (it), il joue avec lui dans plusieurs films et une pièce de théâtre.
En 1997, il joue dans le film Hammam, le bain turc de Ferzan Özpetek, qui obtient un certain succès.
Il épouse en 1998 l'actrice Sabrina Knaflitz (it).
Il est choisi par Yves Saint Laurent pour la campagne publicitaire du parfum Opium et pose nu pour le calendrier 2001 de la revue Max (it). Il fait en outre des publicités pour la Lancia Musa et l'alcool Glen Grant.
Il continue avec de nombreuses participations à des fictions télévisées et des films.
Depuis 2010, il est le directeur du Teatro stabile del Veneto « Carlo Goldoni ». La même année, avec Giancarlo Scarchilli (it), il réalise un documentaire sur son père pour le dixième anniversaire de sa disparition, Vittorio racconta Gassman, présenté en ouverture de la Mostra de Venise.
En 2012, il présente pendant cinq émissions le programme télévisé Le iene.
En 2013, il réalise son premier film de fiction, Razzabastarda (it), qui lui vaut plusieurs nominations et prix.
Depuis le 7 juin 1998, il est marié à Sabrina Knaflitz. Le couple accueille quelques mois plus tard leur unique fils, Leo Gassmann.
En 2007, il est annoncé qu'il aurait un lien de parenté éloigné avec le nom Gasman, originaire de Russie et ayant une descendance en France.

## Filmographie

### En tant qu'acteur

#### Cinéma
- 1987 : La monaca di Monza (it) : Giampaolo Osio
- 1987 : Le Pigeon vingt ans après (I Soliti ignoti vent'anni dopo)
- 1992 : Quando eravamo repressi : Federico
- 1992 : Ostinato destino : Marcello
- 1993 : Macho (Huevos de oro) : l'ami de Melilla
- 1994 : Sì, ma vogliamo un maschio
- 1995 : Romance sur le lac (A Month by the Lake) : Vittorio Balsari
- 1996 : Uomini senza donne : Alex
- 1996 : Mi fai un favore : Rodolfo
- 1997 : Facciamo fiesta : Sandro
- 1997 : Lovest : Johnny
- 1997 : Hammam, le bain turc (Il bagno turco) : Francesco
- 1998 : I miei più cari amici
- 1999 : Toni : Toni
- 1999 : La bomba : Nino
- 2000 : Teste di cocco : Pietro
- 2002 : I banchieri di Dio : Pazienza
- 2004 : Guardiani delle nuvole : Batino
- 2005 : La separazione : Antonio
- 2005 : Le Transporteur 2 : Gianni
- 2006 : Non prendere impegni stasera
- 2008 : Caos calmo d'Antonello Grimaldi
- 2009 : Ex de Fausto Brizzi
- 2010 : Basilicata Coast to Coast de Rocco Papaleo
- 2010 : La donna della mia vita de Luca Lucini
- 2012 : Razzabastarda d'Alessandro Gassmann
- 2013 : Nos enfants (I nostri ragazzi) d'Ivano De Matteo
- 2015 : Il nome del figlio di Francesca Archibugi
- 2015 : Tout mais pas ça ! d'Edoardo Falcone : Don Pietro
- 2018 : Una storia senza nome de Roberto Andò
- 2022 : Il mio nome è vendetta (it) de Cosimo Gomez (it) : Santo / Domenico Franzè
- 2023 : L'ordine del tempo de Liliana Cavani : Pietro

#### Télévision
- 1987 : Il Giudice istruttore
- 1987 : Il Commissario Corso (feuilleton télévisé)
- 1987 : Un bambino di nome Gesù (feuilleton télévisé) : Jésus adulte
- 1988 : L'Altro enigma : le fils
- 1991 : Michel-Ange (A Season of Giants) : Francesco Granacci
- 1991 : Le Prix d'une vie (Comprarsi la vita) (téléfilm) : Fabrizio
- 1992 : Ulisse e la balena bianca : Ismael
- 1992 : Schneewittchen und das Geheimnis der Zwerge : Jester
- 1993 : La Famiglia Ricordi (feuilleton TV) : Gaetano Donizetti
- 1993 : Deux fois vingt ans (Due volte vent'anni)
- 1996 : Samson et Dalila (Samson and Delilah) : Amrok
- 1997 : Nuda proprietà vendesi : Riccardo Martelli
- 1997 : Nessuno escluso (feuilleton TV) : Nicola Fiorillo
- 2001 : Les Croisés (Crociati) (feuilleton télévisé) : Peter
- 2001 : Piccolo mondo antico (it) : Franco Maironi
- 2001 : Lourdes : Bernard / Henri Guillaumet
- 2002 : La Guerre est finie ("Guerra è finita, La") (feuilleton télévisé) : Claudio
- 2004 : Le Stagioni del cuore (série télévisée) : Sergio Valenti
- 2005 : Dalida de Joyce Buñuel : Luigi Tenco
- 2006 : Codice rosso (série télévisée) : Pietro Vega
- 2006 : La Sacra famiglia : Joseph
- 2008 : I Cesaroni (série, 2 épisodes)
- 2008 : Pinocchio, un cœur de bois (Pinocchio) d'Alberto Sironi : Carlo Collodi
- 2011 : Un Natale per due téléfilm de Giambattista Avellino : Claudio
- 2012-2015 : Una grande famiglia série de Riccardo Milani : Edoardo Rengoni
- 2012 : Un Natale con i Fiocchi téléfilm de Giambattista Avellino : Alex Morelli
- 2017-2018 : I bastardi di Pizzofalcone série de Carlo Carlei (S01) et Alessandro D'Alatri (S02) : Giuseppe Lojacono

### En tant que réalisateur
- 1982 : Di padre in figlio d'Alessandro Gassmann et Vittorio Gassman, documentaire
- 2012 : Razzabastarda et coscénariste
- 2021 : Il silenzio grande (it)

## Distinctions
- 2012 : Mention spéciale du premier ou second film au Festival international du film de Rome pour Razzabastarda